# 長坂純
長坂 純（ながさか じゅん、1960年 - ）は、日本の法学者。専門は民法。明治大学法学部教授。学位は、博士（法学）（明治大学）。北海道浦河町出身。

## 学歴
- 1983年3月 高崎経済大学経済学部経済学科卒業[2]
- 1985年3月 明治大学大学院法学研究科民事法学（法学修士）
- 1992年3月明治大学大学院法学研究科博士後期課程満期退学

## 職歴[3]
- 1986年4月 明治大学法学部教務助手補
- 1990年10月 日本学術振興会特別研究員（D.C.)
- 1992年4月 九州歯科大学歯学部専任講師
- 1994年4月 清和大学法学部助教授
- 2000年4月 帯広畜産大学畜産学部助教授
- 2003年8月 帯広畜産大学畜産学部教授
- 2004年4月 明治大学法学部助教授
- 2005年4月 明治大学法学部教授（現職）

## 所属学会
- 日本農業法学会
- 日本私法学会
- 日本消費者法学会
- 九州法学会

## 主な研究
- 民事法、契約法

## 主な著書
- 『契約責任の構造と射程－完全性利益侵害の帰責構造を中心に－』（単著、勁草書房、2010）
- 『民法〔財産法〕講義』（単著、勁草書房、2020）
- 『契約法規範の変容と責任法理』（単著、成文堂、2022）
- 『非典型契約の総合的検討』（共著、商事法務、2013）
- 『民法［財産法］基本判例』（共編著、有斐閣、2018）
- 『改正民法［債権法］における判例法理の射程』（共編著、第一法規、2020）ほか

## 関連事項
- 明治大学の人物一覧
- 高崎経済大学の人物一覧